# Nicolae Dinculeanu
Nicolae Dinculeanu (n. 26 februarie 1925, Padea, România – d. 29 martie 2024, Gainesville, Florida, SUA) a fost un matematician american de origine română, membru de onoare al Academiei Române (din 2003). Profesor universitar la București și la Gainesville (Florida), are contribuții importante în analiza matematică, teoria măsurii și integrării, teoria ergodică, spații de funcții, procese stohastice.

## Biografie
Urmează școala primară în satul natal, ca în 1943 să fie absolvent al Liceului militar din Craiova
În 1943 și 1945 a urmat Școala de Artilerie din Pitești. În perioada 1946–1950 frecventează Politehnica, secția Electrotehnică și obține titlul de inginer electrician. Simultan a urmat și Facultatea de Matematică și Fizică a Universității din București, secția Matematică. În 1965 obține doctoratul în matematică la Universitatea din București. [nefuncțională]

În perioada 1951–1955 este asistent la Institutul de Construcții din București. Între 1950-1976 ocupă succesiv postul de asistent, lector, conferențiar și profesor la Universitatea din București. Concomitent a activat și în cadrul Institutului de Matematică al Academiei ca director adjunct (1965-1975).
Începând cu 1966, predă cursuri speciale la Universitatea din Ottawa. Matematician român stabilit în Statele Unite ale Americii (1976), Professor Emeritus Florida University.

## Activitate științifică
Contribuțiile sale vizează în analiza matematică: teoria măsurării și integrării, teorema lui Lebesgue, teorema lui Radon-Nikodym, teorema lui Riesz-Kakutani.
A stabilit aplicații privind reprezentarea grupurilor compacte și măsura lui Haar pe grupuri compacte.
În teza sa de doctorat (susținută în 1957, sub îndrumarea prof. Octav Onicescu) a tratat spațiile Orlicz ale câmpurilor vectoriale definind măsura vectorială.
A demonstrat că orice măsură vectorială Baire fără variație finită este regulată.
Împreună cu Ciprian Foiaș a efectuat cercetări în domeniul calculului integral.

## Scrieri
Domeniile de cercetare în care a publicat peste 80 de lucrări sunt grupate în lucrări științifice, monografii și manuale: Teoria măsurii și integrării; Teoria ergodică; Spații de funcții; Procese stohastice; Didactica matematică.
Dintre lucrări:
- Spații Orlicz de câmpuri de vectori (1957), teza sa de doctorat
- Manual de analiză matematică, în colaborare cu Miron Nicolescu și Solomon Marcus (1962 - 1964)
- Teoria măsurii și funcții reale, Editura Didactică și Pedagogică, 1964
- Elemente de Analiză Matematică Manual pentru clasa 11-a, in colaborare cu Eugen Radu Editura Didactică și Pedagogică, 1961
- Integrarea pe spații local compacte, Editura Academiei Române, 1965
- Vector Measure, Pergamos Press, Oxford, 1967
- Integration on Locally Compact Group, Editura Academiei și Noordhoff, Leyden, 1974
- Analiza matematică, manual universitar, Editura Didactică și Pedagogică, 1962 București.

Lucrările lui Nicolae Dinculeanu se caracterizează prin construcția științifică gradat ordonată a ideilor și rigurozitate.
„Manualul meu de Analiză Matematică pentru liceu a fost tipărit și în limba maghiară pentru elevii maghiari din România. La fel și în limba germană”, precizare făcută de profesorul Nicolae Dinculeanu în răspunsul la o scrisoare de felicitare, februarie 2015.